# Southland (televisieserie)
Southland is een Amerikaanse politieserie die op 9 april 2009 in première ging op NBC. Met ingang van het tweede seizoen wordt de serie uitgezonden door TNT. Op 13 februari 2013 begon de serie aan zijn vijfde seizoen.

## Verhaal
De serie Southland geeft een rauw en authentiek beeld van het werk van de LAPD in Los Angeles. Het toont het zware en vaak frustrerende werk en het privé-leven van een aantal agenten en rechercheurs. Veel politiemensen hebben problemen met hun gezondheid of hun relaties, ook zijn er vaak conflicten met collega's, en het werk leidt ook niet altijd tot succes. Een van de hoofdpersonen is de jonge agent Ben Sherman, die onlangs zijn opleiding voltooide aan de politieacademie. Hij leert dat het politiewerk niet altijd volgens het boekje verloopt en dat persoonlijke problemen van agenten van invloed kunnen zijn op hun werk. Zijn partner John Cooper ziet hem aanvankelijk niet zo zitten, omdat Sherman afkomstig is uit de betere kringen. Andere belangrijke personages zijn detective Sammy Bryant, wiens huwelijk zich in een diepe crisis bevindt, detective Lydia Adams, waarvan het privé-leven lijdt onder haar baan, agent Chickie Brown, rechercheur Daniel Salinger, rechercheur Nate Moretta en detective Russell Clarke.

## Hoofdrollen
- Michael Cudlitz : agent John Cooper
- Benjamin McKenzie : agent Ben Sherman
- Shawn Hatosy : rechercheur Sammy Bryant
- Regina King : rechercheur Lydia Adams
- Kevin Alejandro : rechercheur Nate Moretta
- Michael McGrady : rechercheur Daniel « Sal » Salinger
- Arija Bareikis : agent Chickie Brown
- Tom Everett Scott : rechercheur Russell Clarke
- Jenny Gago : rechercheur Josie Ochoa
- Dorian Missick : rechercheur Ruben Robinson
- Lucy Liu : rechercheur Jessica Tang
- C. Thomas Howell : rechercheur Dewey Dudek